# Gmina Węgliniec
Gmina Węgliniec je polská městsko-vesnická gmina v okrese Zgorzelec v Dolnoslezském vojvodství. Sídlem gminy je město Węgliniec. V roce 2020 zde žilo 8 205 obyvatel.
Gmina má rozlohu 338,3 km², zabírá 40,3 % rozlohy okresu. Skládá se ze 7 starostenství.

## Části gminy
Starostenství
Czerwona Woda, Jagodzin, Kościelna Wieś, Piaseczna, Ruszów, Stary Węgliniec, Zielonka
Sídla bez statusu starostenství
Okrąglica, Polana